# Miramichi-Centre
Circonscription électorale provinciale du Canada
Miramichi-Centre est une ancienne circonscription électorale provinciale du Nouveau-Brunswick. Créée sous le nom de Miramichi-Newcastle et issue de la circonscription de Northumberland, elle est renommée Miramichi-Centre en 1995.

## Liste des députés
| Nom                 | Nom                 | Parti                     | Mandat              | Législature         |
| Miramichi-Newcastle | Miramichi-Newcastle | Miramichi-Newcastle       | Miramichi-Newcastle | Miramichi-Newcastle |
| ------------------- | ------------------- | ------------------------- | ------------------- | ------------------- |
|                     | John McKay          | Libéral                   | 1974 - 1978         | 48e                 |
|                     | John McKay          | Libéral                   | 1978 - 1982         | 49e                 |
|                     | Paul Dawson (en)    | Progressiste-conservateur | 1982 - 1987         | 50e                 |
|                     | John McKay          | Libéral                   | 1987 - 1991         | 51e                 |
|                     | John McKay          | Libéral                   | 1991 - 1995         | 52e                 |
| Miramichi-Centre    |                     |                           |                     |                     |
|                     | John McKay          | Libéral                   | 1995 - 1999         | 53e                 |
|                     | Kim Jardine (en)    | Progressiste-conservateur | 1999 - 2003         | 54e                 |
|                     | John Winston Foran  | Libéral                   | 2003 - 2006         | 55e                 |
|                     | John Winston Foran  | Libéral                   | 2006 - 2010         | 56e                 |
|                     | Robert Trevors      | Progressiste-conservateur | 2010 - 2014         | 57e                 |